# Terang Boelan
Terang Boelan (Indonesisch voor "Maanlicht"; Terang Bulan in de huidige spelling), internationaal uitgebracht als Full Moon, is een film uit Nederlands-Indië (nu Indonesië). De film uit 1937 werd geschreven door Saeroen en geregisseerd door Albert Balink.
De film werd opgenomen in Nederlands-Indië en Singapore, en was gedeeltelijk gebaseerd op de Hollywood-film The Jungle Princess uit 1936. De film was gericht op inheems publiek en bevatte krontjong-muziek, muziek die erg populair was in die tijd.
Terang Boelan was een commercieel succes, zowel in Nederlands-Indië als daarbuiten. Het succes van de film blies de haperende binnenlandse filmindustrie, die gericht was op het Maleise publiek, nieuw leven in. De Indonesische filmhistoricus Misbach Yusa Biran beschreef deze film als een keerpunt in de geschiedenis van de Indonesische cinema die heeft geleid tot de groei van de filmindustrie in Nederlands-Indië.
Net als veel andere Indische/Indonesische films uit deze tijd is de film zeer waarschijnlijk verloren gegaan.